# Aeroportul Santa Teresita
Aeroportul Santa Teresita (IATA: SST, ICAO: SAZL) este un aeroport din Santa Teresita⁠(d), Partido de La Costa⁠(d), Buenos Aires, Argentina ce deservește zona Santa Teresita⁠(d).
Situat la o altitudine de 3 m, aeroportul dispune de o singură pistă.